# MyVIP
A myVIP magyar ismeretségi hálózat, ami 2006. április 8-án kezdte meg működését.
Megjelenésekor ez a rendszer már nem számított újdonságnak, hiszen ekkorra már csaknem 4 éve létezett a sokban hasonló WiW (illetve iWiW), és néhány hónapja a Barátikör.com is.

## Működés
A közösség új taggal úgy gyarapodhat, ha a már meglévő tagok közül valaki a myVIP rendszeréből meghívót küld neki, amivel regisztrálja magát. Regisztrációkor a nevét és e-mail címét tárolja el a rendszer, de további adatokat is meg lehet adni, mint például születési dátum, foglalkozás, vagy az elvégzett iskolák neve. Ezeknél az adatoknál meg lehet adni, hogy mindenki számára láthatóak legyenek, csak az ismerősök számára, vagy senki se láthassa őket.

## Kép, zene- és videofeltöltés
Képeket már a kezdetektől fogva fel lehet tölteni, videókat 2007. december 28-ától, zenéket 2008. szeptember 29-étől.

## Története
A myVIP 2006. április 8-án indult, és igen gyorsan nagy taglétszámot tudott elérni, amit az alábbi adatok is mutatnak.
Indulása után
- 4 nappal 20 000,
- 9 nappal 100 000,
- 13 nappal 150 000,
- 15 nappal 200 000,
- 28 nappal 300 000,
- 40 nappal 400 000,
- 52 nappal 500 000,
- 69 nappal pedig 600 000 tagot számlált, valamint több mint 10 000 000 kapcsolat jött létre,
- 159 nappal (2006. szeptember 14-én) elérte a 800 000-es taglétszámot, és a felhasználók közötti kapcsolatok száma már túllépte a 20 000 000-t.
- 225 nappal (2006. november 19-én) elérte az 1 000 000. regisztrált tagot
- 11 hónappal (2007. március 6-án) már több mint 1 400 000. regisztrált tagja volt
- 14 hónappal (2007. június 12-én) 1 637 000. regisztrált tagja volt
- 20 hónappal (2007. december 15-én) 1 900 000. regisztrált tagja volt
- 22 hónappal az indulás után (2008. február 15-én) 2 000 000 tagja lett
- 32 hónappal az indulás után (2008. december 9-én) 2 353 948 tagja lett
- 38 hónappal az indulás után (2009. június 30-án) 2 561 470 tagja lett.

A rendszer, még egy évvel az indulása után is, minden nap legalább 2500 új felhasználóval bővül, amelyet a még mindig korlátlan meghívási lehetőség tesz lehetővé.

## myVIP Klub
A myVIP a további sikerek reményében, 2006. június 27-én elindította az új myVIP Klub funkciót. Ennek célja, hogy közös érdeklődési körbe tartozó embereket összekapcsoljon egymással valódi klub formában. A klubtagság és az új klub létrehozása ingyenes, de 1 hónap után a tulajdonosnak vagy a tagok közül valakinek meg kell hosszabbítania a klub működését, amely egy emelt díjas SMS elküldésével lehetséges. Ha ez előbbi nem következik be, akkor a klub inaktiválódik (innentől bárki – akár olyan is, aki nem tagja a klubnak – meghosszabbíthatja) és 4 hét inaktivitás után törlődik. Az inaktivitás első hetének leteltével a meghosszabbítás egyúttal a klub átvételét is jelenti. Ha egy klubba nyitás után 1 héttel sem csatlakozik senki, akkor szintén automatikusan törlődik. A klubtulaj szavazás utáni belépést is elrendelhet klubjába, így csak azok léphetnek be, akikről a klub tagjai úgy szavaznak. A klubokban is, mint a felhasználóknál, külön galériákat lehet létrehozni, melybe a klub tulajdonosának beállításától függően akár bármelyik klubtag tölthet fel képeket. A klub tulajdonosa küldhet hírlevelet a felhasználóknak, ezzel értesítve minden klubtagot egyszerre. Minden klubhoz tartozik egy saját faliújság, melyben a klubtagok társaloghatnak. A szolgáltatás rövid időn belül nagy sikerre tett szert, másfél héttel a nyitás után 3000 klub alakult meg, miközben megszólaltak a fizetős szolgáltatás ellen az első ellenvélemények. Jelenleg 20 ezer felett van az aktív klubok száma, az 50 legnagyobb klubban a tagok száma meghaladja a 25 ezer főt.

## Rádiók
A myVIP fejlesztői a felhasználók szórakoztatása érdekében új funkciót építettek a szolgáltatásukba, a rádiót. Ez a szolgáltatás összegyűjti az internetes rádiókat, és kiírja az éppen játszott zeneszám adatait is. A felhasználók saját sorrendet készíthetnek belőlük, hogy a kedvenc rádióikat gyorsabban elérhessék. Minden rádióhoz tartozik egy üzenőfal, amelyen a felhasználók megvitathatják a hallottakat.

## Faliújság
2007. május 27-én ismét új funkcióval bővült a myVIP, ez a faliújság.
A myVIP faliújság nagyban hasonlít az iWIW rendszer üzenőfal szolgáltatására, de annak funkcióinál többet kínál.
A felhasználók egy szűrő segítségével – melyet ismerőseik csoportosításával maguk is szabályozhatnak – beállíthatják, hogy kiknek az üzeneteit szeretnék látni; lehetőség van akár az összes felhasználó üzeneteit is elolvasni. Az üzenetekre lehet válaszolni, ill. az előzményeket megtekinteni, így utólag is felgöngyölíthető egy-egy beszélgetés fonala. A felhasználók üzeneteit külön is meg lehet tekinteni az adatlapjukon.

## Új design, és fejlesztések
2008. szeptember 29. kora esti órákban új designt kapott a myVIP. Fejlesztésre került a feltöltési mód és a mapparendezési lehetőségek is.

## Zene feltöltés
2008. szeptember 29. új fejlesztések érvénybe lépésével kezdődött meg a zene feltöltés működése. Új Flash feltöltőt kapott az oldal ahol: mind a zene, mind a képi és videó feltöltést lehet használni.

## Nincs több rejtőzködés
A myVIP fejlesztői 2009. június 4-én, a délután folyamán levették a bejelentkezésnél látható „rejtett” opciót. E mellett érdekes módon meghagyták az adatlapokat látogató felhasználók kilistázását, ezzel nem kis ellen-hangot kiváltva a milliós felhasználótáborból. Ezen véleményüknek sokan fórumokon, blogokon is hangot adtak. A későbbiekben viszont bevezették, hogy rejtett módban csak az Internet Explorer 8-as verziójával lehet bejelentkezni, amelyet további rosszallás kísért.

### Oldalak, cikkek
- A myVIP hivatalos oldala
- A 15-24 éves fiatalok közösségiportál-használati szokásai 4. rész
- Az ITport.hu vitaindító cikke a myVIP-ről. [2006. augusztus 6-i dátummal az eredetiből archiválva].
- index.hu cikke a myVIP-ről
- hatékonyság.hu cikke a közösségi rendszerekről

### Fórumok, blogok
- myVIP fórum (Sg.hu)
- myVIP fórum (Bravo.hu)